# Idan Vered
Idan Vered (hebräisch עידן ורד; * 1. Januar 1989 in Ramat Gan) ist ein israelischer Fußballspieler, der zurzeit als offensiver Mittelfeldspieler für den Beitar Jerusalem spielt.

## Karriere

### Vereinskarriere
Vered begann seine Fußballkarriere in der Jugendmannschaft von Maccabi Tel Aviv. Von 2002 bis 2007 spielte er für Hakoah Amidar Ramat Gan. In dieser Zeit spielte er bereits zweimal für die Profimannschaft des Vereins und schoss dabei ein Tor. Danach wechselte Vered 2007 zur Jugend von Beitar Jerusalem. Auch dort wurde er nach guten Leistungen in der Jugendmannschaft gegen Ende der Saison 2007/08 erstmals in der Profimannschaft eingesetzt. Unter dem neuen Trainer Reuven Atar wurde Vered zum Stammspieler, spielte aber weiterhin in der Jugendmannschaft. Mit Beitar wurde er 2009 Pokalsieger. Insgesamt spielte er in 45 Partien für das Team in drei Jahren und schoss dabei fünf Tore. Zur Saison 2010/11 wechselte Vered zum israelischen Rekordmeister Maccabi Haifa. Hier stand Vered in den nächsten fünf Jahren in insgesamt 130 Spielen auf dem Platz und schoss 14 Tore für sein Team. 2015 spielte Vered für den serbischen Erstligisten FK Roter Stern Belgrad. Dort kam er auf acht Einsätze und ein Tor. Im Frühjahr 2016 stand Vered in Kanada bei Ottawa Fury unter Vertrag. Im Sommer 2016 kehrte er nach Israel zurück und spielte wieder für Beitar Jerusalem. Nach 5 Jahren ging er zum Ligakonkurrenten Hapoel Tel Aviv.

### Nationalmannschaft
Vered debütierte 2007 für die U21-Nationalmannschaft Israels, für die er bis 2010 insgesamt acht Spiele bestritt und dabei drei Tore erzielte.

## Erfolge
- Israelischer Pokalsieger: 2008/2009
- Israelischer Ligapokal: 2009/2010
- Israelischer Meister: 2007/2008, 2010/2011
- Serbischer Meister: 2015/2016